# Rafflesia arnoldii
Rafflesia arnoldii är en växt inom familjen Rafflesiaceae.

## Beskrivning
Blomman Rafflesia arnoldii är världens största och kan bli 1 meter i diameter och väga 7 kg (extremfall 11 kg), luktar likt ruttet kött (kadaver) och kallas därför ibland likblomma.
Kronbladen kan bli upp till 5 dm långa och 2,5 cm tjocka.
Blomman är tvåbyggare, och eftersom den är ovanlig blir följden att hanblommor och honblommor kan komma att växa långt från varandra. Detta försvårar pollinering, varför reproduktionen är svag och arten utrotningshotad. Pollineringen görs av flugor, lockade till köttlukten.
Blad, stjälk och rötter saknas.
Utvecklingen från frö till färdig blomma tar flera månader, och den utslagna blomman varar bara några få dagar, innan den vissnar. Hur länge ett exemplar kan leva är oklart, men man har hittills inte hittat något som blommat mer än två gånger.

## Biotop
Rafflesia arnoldii växer parasitiskt med ett knippe smala trådar på vinväxten Tetrastigma vine (kastanjevin, en lian).
Fröet, som kan ligga sovande i värdväxten i tiotals år, börjar som en mycket liten knopp, när det vaknar.

## Habitat
Enda trakt som hyser Rafflesia arnoldii är Sumatra. Arten kräver en tropisk ostörd regnskog, och till följd av att sådana nu hastigt minskar i omfång är den hotad.

## Etymologi
Blomman upptäcktes under en resa som upptäcktsresanden sir Thomas Stamford Raffles och botanisten Joseph Arnold gjorde tillsammans i maj 1818; därav namnet Rafflesia arnoldii.